# Sierdityj (1901)
Sierdityj (ros. Сердитый), pierwotnie Biekas (Бекас) – rosyjski niszczyciel z początku XX wieku i wojny rosyjsko-japońskiej, jedna z 27 jednostek typu Sokoł. 
Wyporność okrętu wynosiła około 250 ton, a jego główne uzbrojenie stanowiło pojedyncze działo kalibru 75 mm wsparte lżejszą artylerią oraz bronią torpedową. Napędzana maszynami parowymi jednostka rozwijała prędkość około 27 węzłów, osiągając zasięg 450–660 Mm przy prędkości 13 węzłów.
Okręt został zwodowany 3 listopada 1901 roku w Port Artur pod nazwą „Biekas” („Бекас”), a do służby w Marynarce Wojennej Imperium Rosyjskiego wszedł w czerwcu 1903 roku jako „Sierdityj”, w składzie Eskadry Oceanu Spokojnego. W styczniu 1905 roku został internowany w chińskim porcie Czyfu. W trakcie I wojny światowej służył na Dalekim Wschodzie. Podczas wojny domowej został przejęty przez Japończyków, a następnie złomowany w 1922 roku.

## Projekt i budowa
„Sierdityj” był jednym z 27 niszczycieli typu Sokoł, spośród których 26 wykonanych zostało przez rosyjski przemysł okrętowy na wzór zbudowanego w Wielkiej Brytanii w 1895 roku „Sokoła”. Prototypowy „Sokoł” był jednym z pierwszych i najnowocześniejszych niszczycieli na świecie, lecz na skutek szybkiego rozwoju tej klasy okrętów na przełomie wieków oraz opóźnienia z budową serii, okręty seryjne w chwili wejścia do służby były już przestarzałe, mniejsze i słabiej uzbrojone od nowych niszczycieli. Formalnie początkowo klasyfikowane były w Rosji jako torpedowce, przed wyodrębnieniem w 1907 roku klasy niszczycieli (dosłownie: torpedowców eskadrowych, ros. eskadriennyj minonosiec), aczkolwiek faktycznie od początku nazywane były niszczycielami.
Budowę niszczyciela rozpoczęto w Zakładach Newskich w Petersburgu, kładąc stępkę w 1901 roku . Następnie okręt w częściach przewieziono do Port Artur, gdzie został zwodowany jako „Biekas” („Бекас”) 21 października?/3 listopada 1901 roku. W lipcu 1902 roku niszczyciel rozpoczął próby morskie, osiągając podczas nich prędkość około 27 węzłów.

## Dane taktyczno-techniczne
Okręt był czterokominowym niszczycielem z taranowym dziobem. Długość całkowita wykonanego ze stali niklowej kadłuba wynosiła 57,91 metra, szerokość 5,64 metra i zanurzenie 2,29 metra. Wyporność normalna wynosiła 240 ton, a pełna 258 ton. Okręt napędzany był przez dwie maszyny parowe potrójnego rozprężania o mocy 3800 KM, poruszające dwie śruby, do których parę dostarczały cztery kotły Yarrow . Prędkość maksymalna wynosiła 26,5–27,5 węzła . Pełny zapas węgla wynosił 60 ton. Zapewniał on zasięg wynoszący od 450 do 660 Mm przy prędkości 13 węzłów .
Główne uzbrojenie artyleryjskie stanowiło pojedyncze działo kalibru 75 mm Canet o długości 50 kalibrów (L/50), umieszczone na platformie nad sterówką, strzelające pociskami o masie 4,9 kg, z zapasem 160 pocisków przeciwpancernych. Uzbrojenie uzupełniały trzy pojedyncze działa kalibru 47 mm Hotchkiss M1885 L/40 (dwa umieszczone na burtach za pomostem bojowym i jedno na samej rufie). Strzelały pociskami o masie 1,5 kg, a zapas amunicji wynosił 800 sztuk. Okręt wyposażony był w dwie pojedyncze obrotowe wyrzutnie torped kalibru 381 mm, umieszczone w osi podłużnej na pokładzie na rufie, z zapasem sześciu torped. Torpeda Whiteheada typu L wzór 1898 miała długość 5,18 metra i masę 430 kg (w tym głowica bojowa 64 kg), a jej zasięg wynosił 600 metrów przy prędkości 29–30 węzłów i 900 metrów przy 25 węzłach . 
Załoga okrętu liczyła początkowo 52 osoby, w tym czterech oficerów, później stan wzrastał do 55 osób.

## Służba
Niszczyciel został wcielony do służby w Marynarce Wojennej Imperium Rosyjskiego w czerwcu 1903 roku, pod nazwą „Sierdityj” . W momencie wybuchu wojny rosyjsko-japońskiej jednostka wchodziła w skład 2 Flotylli Niszczycieli I Eskadry Oceanu Spokojnego. 27 stycznia?/9 lutego 1904 roku niszczyciele rosyjskie (w tym „Sierdityj”) wzięły udział w dziennej bitwie morskiej pod Port Artur, ale nie zostały ostatecznie użyte do ataku torpedowego, mimo takiego zamiaru, ani nie uczestniczyły w walce artyleryjskiej. 10 lutego?/23 lutego 1904 „Sierdityj” i „Smiełyj” wraz z kanonierką torpedową „Gajdamak” zabezpieczały postawienie u wejścia do Zatoki Dziesięciu Okrętów składającej się z 20 min zagrody minowej przez stawiacz min „Amur”. Wieczorem 26 lutego?/10 marca okręt uczestniczył w wyjściu głównych sił eskadry portarturskiej z bazy (pięć pancerników, cztery krążowniki, dwa krążowniki torpedowe i siedem niszczycieli), które nie napotkawszy przeciwnika przeprowadziły ćwiczenia taktyczne i powróciły do portu. Podczas pierwszego miesiąca wojny, do 27 lutego 1904 roku, „Sierdityj” 12 razy wychodził bojowo w morze.
13 marca?/26 marca „Sierdityj” wraz z 10 innymi niszczycielami ochraniał główne siły I Eskadry (pięć pancerników, cztery krążowniki i dwa krążowniki torpedowe), które wyszły na wody na południe od głównej bazy w celu przeprowadzenia ćwiczeń i kontroli żeglugi. W nocy z 30 marca?/12 kwietnia na 31 marca?/13 kwietnia dozorujące redę Port Artur krążownik „Diana”, niszczyciele „Sierdityj” i „Rieszytielnyj” oraz kanonierki „Gilak” i „Bobr” nie zdołały zapobiec postawieniu przez Japończyków zagrody minowej nieopodal wejścia do głównej bazy, na której w dzień zatonął z większością załogi pancernik „Pietropawłowsk” z dowódcą I Eskadry admirałem Makarowem na pokładzie. W nocy z 19 kwietnia?/2 maja na 20 kwietnia?/3 maja okręt wraz z niszczycielami „Skoryj” i „Biesszumnyj” oraz kanonierkami „Otważnyj”, „Gilak” i „Griemiaszczij” uczestniczył w odparciu japońskiego ataku na Port Artur, mającego na celu zablokowanie toru wodnego wypełnionymi balastem branderami. 4 maja dowódcą okrętu został mianowany kpt. mar. (ros. lejtienant) Aleksandr Kołczak (dowództwo sprawował do 15 listopada). Po południu 1 maja?/14 maja „Sierdityj” wraz z pięcioma innymi niszczycielami osłaniał stawiacz min „Amur”, który postawił zagrodę w odległości 11 Mm od lądu na wysokości Złotej Góry. Następnego dnia na postawione przez „Amur” miny weszły japońskie okręty, co zakończyło się utratą pancerników „Hatsuse” i „Yashima”. 13 maja?/26 maja „Sierdityj” znalazł się w zespole 10 niszczycieli wysłanych przez kontradmirała Witgefta do Zatoki Kinchou w celu ataku na operujące tam japońskie okręty, jednak nie doszło do spotkania, a podczas wypadu utracony został niszczyciel „Wnimatielnyj”, który wszedł na skały. 17 maja?/30 maja „Sierdityj”, „Grozowoj” i „Otważnyj” odparły atak japońskich niszczycieli na rosyjskie trałowce. 
W nocy z 24 maja?/6 czerwca na 25 maja?/7 czerwca patrolujące na redzie Port Artur krążownik „Diana” oraz kanonierka „Otważnyj”, wsparte przez niszczyciele „Sierdityj” i „Skoryj” udaremniły kolejną japońską operację minową pod twierdzą. 1 czerwca?/14 czerwca czerwca „Sierdityj” z 10 niszczycielami i krążownikiem „Nowik” wziął udział w potyczce z 16 japońskimi niszczycielami i torpedowcami, bez strat po obu stronach. 5 czerwca?/18 czerwca „Nowik”, „Otważnyj” i „Griemiaszczij” w eskorcie dziewięciu niszczycieli (w tym „Sierditego”) udały się do Zatoki Melanhe w celu ostrzału japońskich wojsk lądowych, ścierając się z japońskimi niszczycielami z 1. i 3 dywizjonu i torpedowcami z 10 i 14 dywizjonu. Rankiem 10 czerwca?/23 czerwca „Sierdityj” wraz z pięcioma innymi niszczycielami uczestniczył w trałowaniu toru wodnego z Port Artur, by umożliwić głównym siłom I Eskadry opuszczenie bazy w celu wykonania przejścia do Władywostoku.
W sierpniu 1904 roku jednostkę dostosowano do stawiania min, usuwając w tym celu z pokładu zapasowe torpedy (w zamian okręt mógł zabrać 16–18 min). Pierwszą misję minową okręt odbył 8 września, stawiając składającą się z 16 min zagrodę na południe od Port Artur; 11 października postawił też 10 min w Zatoce Lunwantan. 6, 8 i 9 listopada niszczyciel trzykrotnie wychodził w morze z zadaniem dostarczenia depesz do Czyfu, gdzie znajdowała się stacja telegraficzna, jednak nie wykonał rozkazu z powodu szczelnej japońskiej blokady twierdzy. 13 grudnia na postawionej przez „Sierditego” na wschód od wysp Miaodao 8 września minie zatonął japoński krążownik pancernopokładowy „Takasago”. W nocy z 15 na 16 grudnia 1904 roku „Sierdityj”, podczas obrony ostatniego pozostałego w Port Artur pancernika „Siewastopol”, trafił torpedą i zatopił japoński torpedowiec Nr 42. W nocy z 1 na 2 stycznia 1905 roku okręt wymknął się z oblężonej twierdzy i dopłynął do Czyfu, gdzie został internowany.
W listopadzie 1905 roku, po zakończeniu działań wojennych, niszczyciel został zwrócony Rosji i przypłynął do Władywostoku, wchodząc w skład Flotylli Syberyjskiej . Podczas rewolucji 1905–1907, 4 października?/17 października 1907 roku okręt został przejściowo opanowany przez rewolucjonistów, lecz wkrótce został zdobyty przez marynarzy wiernych carowi i uczestniczył w walce z „rewolucyjnym” siostrzanym niszczycielem „Skoryj”. W 1910 roku niszczyciel trafił na remont stoczniowy. W 1912 roku dokonano modernizacji uzbrojenia jednostki: zdemontowano obie wyrzutnie torped kal. 381 mm i wszystkie działa kal. 47 mm, instalując w zamian dwie pojedyncze wyrzutnie torped kal. 450 mm oraz drugą armatę kal. 75 mm (usytuowaną w pobliżu rufy) i dwa pojedyncze karabiny maszynowe kal. 7,62 mm . Prócz tego okręt mógł przenosić 10 min . Podczas I wojny światowej bazował we Władywostoku. W tym czasie przestarzały niszczyciel osiągał prędkość 22–24 węzły . W trakcie wojny domowej okręt został 30 czerwca 1918 roku zdobyty we Władywostoku przez Japończyków, a następnie zdewastowany przez wycofujących się Białych w listopadzie 1922 roku . Przejęty przez Armię Czerwoną niszczyciel został złomowany w 1922 roku .